# Erechthias coniochra
Erechthias coniochra är en fjärilsart som beskrevs av Edward Meyrick 1915. Erechthias coniochra ingår i släktet Erechthias och familjen äkta malar. Inga underarter finns listade i Catalogue of Life.